# Ungdommens Uddannelsesvejledning
|  | Dublet Denne artikel handler om det samme som UU vejledning. (Diskutér artiklen) |

Ungdommens Uddannelsesvejledning (UU) vejleder om valg af uddannelse og erhverv. Vejledningen tilbydes elever i folkeskolens ældste klasser og frie/private skolers ældste klasser samt alle unge under 25 år, som ikke er i gang med eller har gennemført en ungdomsuddannelse.
UU centrene er de fleste steder oprettet som et samarbejde mellem flere kommuner. De har typisk et center, hvor der blandt andet gives vejledning til unge uden tilknytning til et uddannelsessted.
UU centrene besluttede i marts 2010 at etablere et fælles udviklingscenter, og 16. august 2010 åbnede UUUC – Ungdommens Uddannelsesvejlednings Udviklingscenter. Siden har UUUC skiftet navn og hedder nu UU DANMARK.
Hovedformålet med UU DANMARK er at skabe koordination og udvikling af og mellem Danmarks UU centre.
UU DANMARKK koordinerer og varetager UU centrenes fælles vejledningsfaglige og vejledningsstrategiske interesser i forhold til myndigheder, institutioner, organisationer og offentlighed på nationalt plan: UU DANMARK er således funderet i ledelsen af Danmarks UU centre.
Det er UU DANMARKs opgave at virke som sekretariat for UU centrene. UU DANMARK skal igangsætte fælles udviklingsarbejder, fremskaffe midler til fælles udviklingsprojekter, koordinere netværk og skabe baggrund for fælles strategiske initiativer. UU DANMARKs mål er desuden at udvikle det økonomiske grundlag, som det fælles kontingent fra UU centrene giver, således at det fælles sekretariat kan styrke sin position som UU centrenes fælles stemme i den nationale strategi for Uddannelse Til Alle.
UU DANMARK har til formål at arbejde for udvikling af Ungdommens Uddannelsesvejledning i kommunalt, regionalt, nationalt og internationalt regi i samklang med samfundets krav, den nationale lovgivning og de unges behov og interesser:
- At indsamle, systematisere og formidle viden og aktiviteter.
- At medvirke i fagligt og pædagogisk forsøgs- og udviklingsarbejde inden for vejledningsområdet.
- At medvirke i udviklingsarbejder, som har tilknytning til UU centrenes aktiviteter, bl.a. ved at igangsætte analysearbejder og undersøgelser.
- At fastholde og udvikle samarbejdet mellem UU centrene, herunder at understøtte det vejledningsfaglige og administrative samarbejde mellem centrene.
- At udvikle og deltage i koordineringen af UU centrenes internationale samarbejde.
- At udvikle og udbyde kursusvirksomhed.
- At sikre høringsret i alle forhold, der berører UU centrenes organisatoriske, ledelsesmæssige, vejledningsfaglige og strategiske forhold.
- At afgive udtalelser på vegne af alle UU centre i Danmark.
- At samarbejde med beslægtede organisationer i ind- og udland.